# シャーリー・ストロング
シャーリー・ストロング（Shirley Elaine Strong、1958年11月18日 - ）は、イギリスの陸上競技選手。1970年代から1980年代にかけて活躍した100mHを専門とした選手。1984年ロサンゼルスオリンピックの銀メダリストである。イングランド北西部チェシャー出身。

## 経歴
ストロングは、1977年に英国AAA選手権の100mHで2位、翌年の同大会でも2位そして1979年から1984年まで6連覇を達成。その間、1978年のコモンウェルスゲームズでは銀メダル。1980年モスクワオリンピックでは決勝に進出し5位。1982年のコモンウェルスゲームズでは金メダル。1983年のヘルシンキで行われた世界選手権では5位と、この種目の世界のトップアスリートの一人となった。
1984年のロサンゼルスオリンピックは、強豪選手が揃う東欧諸国がボイコットしたため、ストロングは優勝候補とみなされる。（前年の世界選手権の決勝進出8選手のうち6選手が当オリンピックをボイコットし、出場者は5位だったストロングと8位だったアメリカのベニータ・フィッツジェラルド＝ブラウンのみであった。）しかし、ロサンゼルスでは、フィッツジェラルド＝ブラウンが12秒84で金メダル。ストロングは100分の4秒差で銀メダルに終わった。
ストロングは、オリンピック後、度重なるアキレス腱の故障に悩まされ、連覇のかかった1986年のコモンウェルスゲームズを欠場。1987年のインドアシーズン終了後現役を引退した。

## 主な実績
| 年   | 大会                   | 場所                         | 種目  | 結果 | 記録   |
| ---- | ---------------------- | ---------------------------- | ----- | ---- | ------ |
| 1978 | コモンウェルスゲームズ | エドモントン(カナダ)         | 100mH | 2位  | 13秒08 |
| 1980 | オリンピック           | モスクワ(ソビエト連邦)       | 100mH | 5位  | 13秒12 |
| 1982 | コモンウェルスゲームズ | ブリズベン(オーストラリア)   | 100mH | 1位  | 12秒78 |
| 1983 | 世界陸上競技選手権大会 | ヘルシンキ(フィンランド)     | 100mH | 5位  | 12秒78 |
| 1984 | オリンピック           | ロサンゼルス(アメリカ合衆国) | 100mH | 2位  | 12秒88 |